# Diocesi di Dedza
La diocesi di Dedza (in latino Dioecesis Dedzaënsis) è una sede della Chiesa cattolica in Malawi suffraganea dell'arcidiocesi di Lilongwe. Nel 2023 contava 386.941 battezzati su 1.650.370 abitanti. È retta dal vescovo Peter Chifukwa.

## Territorio
La diocesi comprende i distretti di Dedza e Ntcheu nella regione centrale del Malawi.
Sede vescovile è la città di Dedza, dove si trova la cattedrale della Santa Famiglia.
Il territorio è suddiviso in 17 parrocchie.

## Storia
Il vicariato apostolico di Dedza fu eretto il 29 aprile 1956 con la bolla Etsi cotidie di papa Pio XII, ricavandone il territorio dai vicariati apostolici di Likuni (oggi arcidiocesi di Lilongwe) e di Zomba (oggi diocesi).
Il 25 aprile 1959 il vicariato apostolico è stato elevato a diocesi con la bolla Cum christiana fides di papa Giovanni XXIII.
Originariamente suffraganea dell'arcidiocesi di Blantyre, il 9 febbraio 2011 è entrata a far parte della provincia ecclesiastica dell'arcidiocesi di Lilongwe.

## Cronotassi dei vescovi
Si omettono i periodi di sede vacante non superiori ai 2 anni o non storicamente accertati.
- Cornelius Chitsulo † (9 novembre 1956 - 28 febbraio 1984 deceduto)
- Gervazio Moses Chisendera † (25 giugno 1984 - 7 settembre 2000 dimesso)
- Rémi Joseph Gustave Sainte-Marie, M.Afr. † (7 settembre 2000 - 18 febbraio 2006 nominato vescovo coadiutore di Lilongwe)
- Emmanuele Kanyama † (4 luglio 2007 - 17 febbraio 2018 deceduto)
  - Sede vacante (2018-2021)
- Peter Chifukwa, dall'8 maggio 2021

## Statistiche
La diocesi nel 2023 su una popolazione di 1.650.370 persone contava 386.941 battezzati, corrispondenti al 23,4% del totale.
| anno | popolazione | popolazione | popolazione | presbiteri | presbiteri | presbiteri | presbiteri                | diaconi | religiosi | religiosi | parrocchie |
| anno | battezzati  | totale      | %           | numero     | secolari   | regolari   | battezzati per presbitero | diaconi | uomini    | donne     | parrocchie |
| ---- | ----------- | ----------- | ----------- | ---------- | ---------- | ---------- | ------------------------- | ------- | --------- | --------- | ---------- |
| 1969 | 108.455     | 393.991     | 27,5        | 42         | 23         | 19         | 2.582                     |         | 28        | 39        | 11         |
| 1980 | 349.595     | 590.000     | 59,3        | 40         | 21         | 19         | 8.739                     |         | 34        | 42        | 14         |
| 1990 | 271.000     | 807.000     | 33,6        | 60         | 39         | 21         | 4.516                     |         | 21        | 82        | 15         |
| 1999 | 332.735     | 1.010.000   | 32,9        | 47         | 38         | 9          | 7.079                     |         | 26        | 93        | 15         |
| 2000 | 336.000     | 1.023.000   | 32,8        | 44         | 35         | 9          | 7.636                     |         | 10        | 85        | 15         |
| 2001 | 410.230     | 885.241     | 46,3        | 47         | 38         | 9          | 8.728                     |         | 9         | 97        | 15         |
| 2002 | 420.088     | 1.000.241   | 42,0        | 47         | 39         | 8          | 8.938                     |         | 8         | 94        | 15         |
| 2003 | 426.948     | 1.100.895   | 38,8        | 41         | 33         | 8          | 10.413                    |         | 21        | 95        | 15         |
| 2004 | 438.151     | 1.112.754   | 39,4        | 37         | 27         | 10         | 11.841                    |         | 20        | 93        | 15         |
| 2006 | 459.398     | 1.173.000   | 39,2        | 38         | 29         | 9          | 12.089                    |         | 20        | 87        | 15         |
| 2013 | 432.000     | 1.380.000   | 31,3        | 50         | 42         | 8          | 8.640                     |         | 31        | 97        | 16         |
| 2016 | 330.692     | 515.386     | 64,2        | 48         | 40         | 8          | 6.889                     |         | 18        | 99        | 16         |
| 2019 | 356.586     | 560.000     | 63,7        | 56         | 45         | 11         | 6.367                     |         | 18        | 115       | 17         |
| 2021 | 378.670     | 594.680     | 63,7        | 43         | 43         |            | 8.806                     |         | 11        | 113       | 17         |
| 2023 | 386.941     | 1.650.370   | 23,4        | 52         | 41         | 11         | 7.441                     |         | 17        | 124       | 17         |